# 尼科洛西
尼科洛西（義大利語：Nicolosi），是意大利西西里大区卡塔尼亞廣域市的一个市镇。总面积42平方公里，人口7092人，人口密度168.9人/平方公里（2009年）。ISTAT代码为087031。